# Segunda República de Venezuela
La Segunda República de Venezuela es el nombre que recibe el período histórico de Venezuela que se ubica entre 1813 y 1814. La Segunda República inicia con la liberación de la ciudad de Cumaná el 3 de agosto de 1813  por parte de las fuerzas de Santiago Mariño y finaliza con la derrota patriota en la Quinta Batalla de Maturín del 11 de diciembre de 1814. Durante la Segunda República, se produjeron las campañas Admirable y de Oriente, cuyo logro primordial fue el establecimiento de la República.
Durante la Segunda República de Venezuela se produjeron 39 enfrentamientos bélicos entre patriotas y realistas, gracias al Decreto de Guerra a Muerte emitido por Simón Bolívar el 15 de junio de 1813 y a la designación de José Tomás Boves como comandante del Ejército Real de Barlovento. Además, existieron dos gobiernos paralelos, uno encabezado por Santiago Mariño con sede en Cumaná y uno encabezado por Simón Bolívar con sede en Caracas.

## Antecedentes

### Caída de la Primera República
La Confederación Americana de Venezuela, que declara su independencia del Imperio Español a través de la Declaración de Independencia firmada el 5 de julio de 1811 en Caracas, llega a su fin con la firma de la Capitulación de San Mateo por Francisco de Miranda en la ciudad homónima el 25 de julio de 1812, debido a las múltiples derrotas militares que sufrió el bando patriota ante Domingo Monteverde.
Debido a tal acontecimiento, los principales líderes patriotas, como Simón Bolívar o Santiago Mariño, se ven obligados a abandonar Venezuela, yendo unos a Trinidad, el grupo que luego firmaría el Acta de Chacachacare y emprendería la Campaña de Oriente, y otros, como Simón Bolívar, a la Nueva Granada. Son estos patriotas quienes establecerían la Segunda República en 1813.

### Manifiesto de Cartagena
Con la caída de la Primera República ante las fuerzas de Monteverde, Simón Bolívar parte al exilio, rumbo a Curazao y luego de allí a las Provincias Unidas de la Nueva Granada, que recientemente había declarado su independencia de España.
En Cartagena, Bolívar escribe un manifiesto titulado Memoria dirigida a los ciudadanos de la Nueva Granada por un caraqueño, en el que resume de las causas de la pérdida de la Primera República, la situación en la que se encontraba la América hispana y expone sus perspectivas para el futuro de la región.
Tras escribir tal documento, Bolívar solicita al congreso de la Nueva Granada su incorporación al ejército y es ascendido al grado de Brigadier (equivalente a General de Brigada en la actualidad), siéndole asignada una guarnición con la que emprendería la Campaña Admirable.

### Acta de Chacachacare
Tras la caída de la Primera República, un grupo de 45 patriotas dirigidos por Santiago Mariño se exilian en Trinidad, y se reúnen en la hacienda de Concepción Mariño, la hermana de Santiago Mariño, el 11 de enero de 1813, en la Isla Chacachacare, para determinar las acciones a tomar para el establecimiento de Venezuela. En ella, firman un acta, conocida posteriormente como Acta de Chacachacare, en la que designan a Santiago Mariño como comandante de una expedición para restablecer la república, tal y como se establece en el siguiente fragmento de la carta: 
...Violada por el jefe español D. Domingo Monteverde la capitulación que celebró con el ilustre general Miranda, el 25 de julio de 1812; y considerando que las garantías que se ofrecen en aquel solemne tratado se han convertido en cadalsos, cárceles, persecuciones y secuestros, que el mismo general Miranda, ha sido víctima de la perfidia de su adversario; y, en fin, que la sociedad se halla herida de muerte, cuarenta y cinco emigrados nos hemos reunido en esta hacienda, bajo los auspicios de su dueña la magnánima señora doña Concepción Mariño, y congregados en consejo de familia, impulsados por un sentimiento de profundo patriotismo, resolvemos expedicionar sobre Venezuela, con el objeto de salvar esa patria de la dependencia española y restituirle la dignidad de nación que el tirano Monteverde y su terremoto le arrebataron. Mutuamente nos empeñamos nuestra palabra de caballeros de vencer o morir en tan gloriosa empresa; y de este compromiso ponemos a Dios y a nuestras espadas por testigo. Nombramos jefe Supremo con plenitud de facultades al coronel Santiago Mariño.  

Tras firmar el acta, los expedicionarios parten con rumbo a Güiria con solo cinco mosquetes, tomándola con éxito y poniendo en fuga al comandante Juan Gavazo, encargado de defender la plaza, emprendiendo así la Campaña de Oriente.

## Campaña de Oriente

### Toma de Güiria
Las tropas patriotas desembarcan en la madrugada del 14 de enero de 1813 en la península de Paria para tomar la ciudad de Güiria. Con solo cinco mosquetes y 45 soldados, logran tomar efectivamente la ciudad al día siguiente, el 15 de enero, poniendo en fuga al comandante realista Juan Gavazo y tomando efectivamente la ciudad, que contaba con cinco cañones. Santiago Mariño se referiría a este suceso en una proclama escrita junto a su compañero Juan Bautista Bideau de la siguiente manera: 
...Tuvimos el día 13 la gloria con sólo cinco mosquetes y un puñado de hombres de tomar 10 cañones y toda Güiria poniendo en vergonzosa fuga a su ex comandante Gavazo... 
Tras este suceso, el corsario Juan Gavazo se refugia en Irapa, de donde es expulsado el día 15 de enero por las fuerzas patriotas de José Francisco Bermúdez, empezando así a tener éxito la Campaña de Oriente. 

## Campaña Admirable
El 14 de mayo de 1813, Bolívar entra con sus tropas a la población Venezolana de La Grita y se enfrenta a una fuerza española en la Batalla de Agua de Obispo, el 18 de junio de 1813. La campaña continúa con una serie de escaramuzas entre Bolívar y los realistas con victorias para Bolívar, quien va aumentando su prestigio y sus tropas.
El 2 de julio de 1813, Bolívar quien ha dividido su ejército en dos, uno rumbo a Barquisimeto y otro rumbo a Barinas obtiene un resonante triunfo en la Batalla de Niquitao. Las posteriores Batallas de Los Horcones y Taguanes, aseguran el camino a Caracas donde Bolívar entra triunfante el 6 de agosto de 1813.

## Decreto de Guerra a Muerte

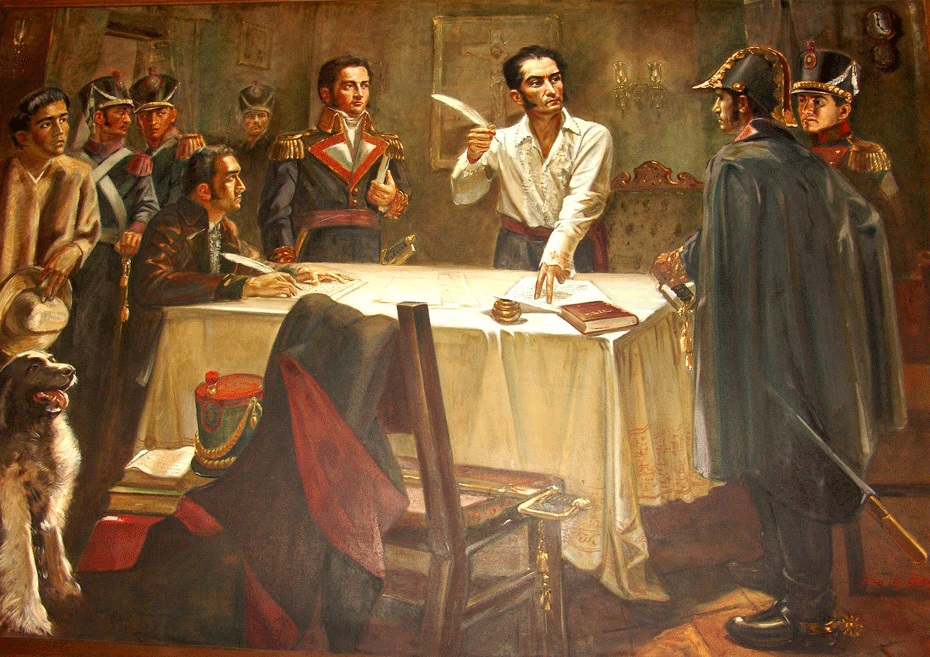
Simón Bolívar firmando el Decreto de Guerra a Muerte.

El 15 de junio de 1813 realiza una pausa en la ciudad de Trujillo, donde dicta su Decreto de Guerra a Muerte donde no ofrece cuartel a cualquier español, canario o venezolano que apoye a los realistas, este decreto contrasta con la actitud vacilante y tolerante del gobierno de la Primera República y que según Bolívar en el Manifiesto de Cartagena fue una de las causas de la pérdida de esta.

## Campaña de Boves
A partir de febrero de 1814 comienzan a producirse enfrentamientos entre grupos realistas y el ejército patriota. Los grupos realistas eran comandados por José Tomás Boves, quien levantó a los llaneros aduciendo que Bolívar y los demás iban a crear una república para los blancos y que el Rey de España Fernando VII había prometido la libertad de los esclavos. La Segunda República comenzó entonces su decadencia alternando victorias y derrotas todas muy costosas para ambos bandos.

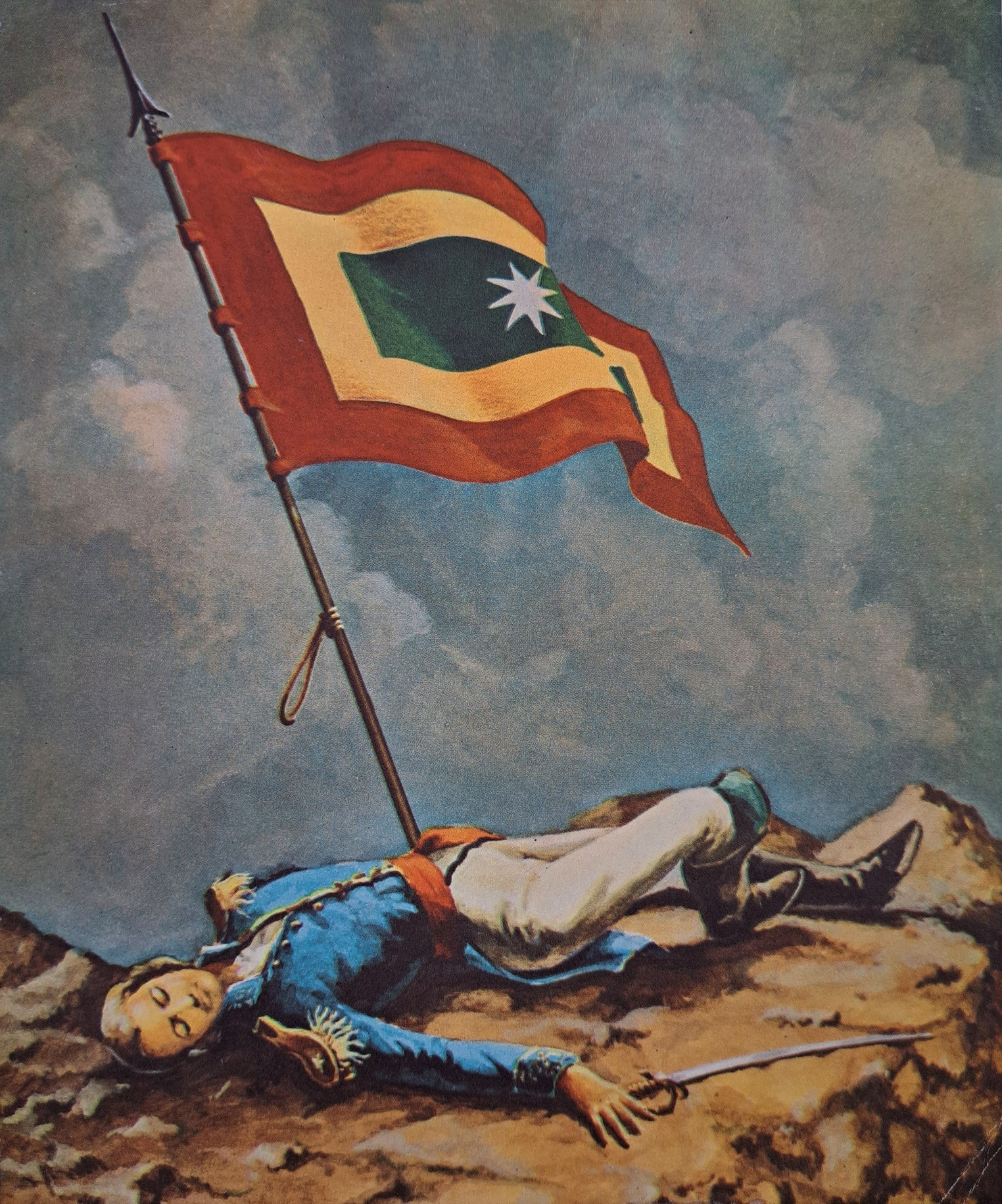
Muerte del coronel Atanasio Girardot en la cima del Bárbula.

La campaña de Boves arrinconó a los patriotas en oriente, a finales de año José Félix Ribas fue capturado y ejecutado, Atanasio Girardot en la Batalla de Bárbula y Antonio Ricaurte en la Batalla de San Mateo habían muerto defendiendo sus plazas, pero era evidente que la segunda república estaba condenada. Bolívar emigró a Jamaica donde escribió su carta, los demás emigraron a Trinidad o se quedaron formando focos aislados de resistencia. Boves murió en la batalla de Urica en diciembre de 1814, la cual fue de todos modos una victoria para los realistas.

## Batalla de la Victoria
El 12 de febrero de 1814 el general José Félix Ribas debía defender la población de La Victoria, y tomó como refuerzos a los estudiantes del seminario. Atrincherados frente a la plaza mayor y en la zona de El Calvario, resistieron a las fuerzas de Boves durante todo el día, a costa de grandes sacrificios, hasta que llegó Vicente Campo Elías con refuerzos. Esta acción es recordada en Venezuela con la conmemoración el 12 de febrero del Día de la Juventud.

## Migración a Oriente

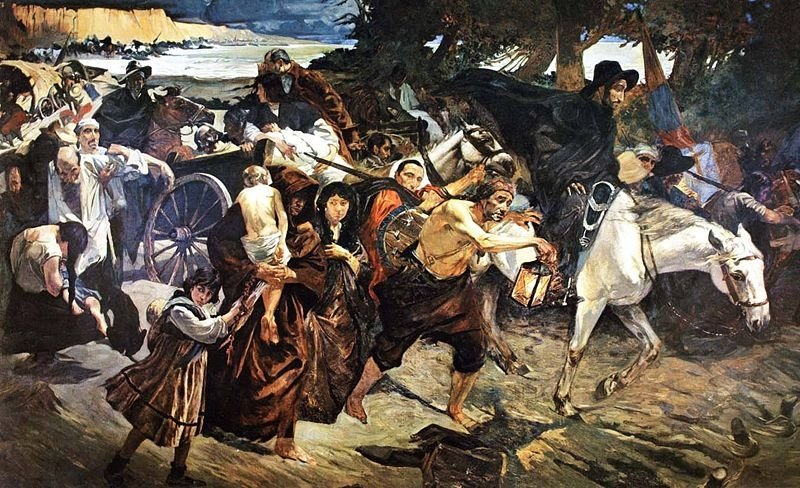
La emigración a Oriente.

Luego de ganar la primera Batalla de Carabobo y a pesar de la victoria en La Victoria, tras la derrota en la segunda batalla de La Puerta, era inminente la entrada de las tropas realistas a Caracas, por lo que todos los ciudadanos que podían caminar tomaron lo que podían llevar y emigraron rumbo a Barcelona llevados por Bolívar, la marcha de mujeres, ancianos y niños fue muy penosa, y no fue peor que el destino de los que se quedaron esperando clemencia de Boves, los cuales fueron ejecutados en masa, los unos por colaborar con los rebeldes, los otros por permitir que Caracas cayera en sus manos.

## Fin de la Segunda República
La Segunda República comienza a decaer tras los incesantes combates y la desunión de los núcleos republicanos de Caracas y Cumaná. La Quinta Batalla de Maturín librada el 11 de diciembre de 1814 y en la cual fueron derrotados los venezolanos, es considerada el fin de la Segunda República de Venezuela.

## Territorio
La segunda república estaba compuesta por las provincias de Mérida, Trujillo, Caracas, Barinas, Barcelona, Cumaná y Margarita. Durante este período no se tomó la provincia de Guayana, Maracaibo y Coro que permanecieron realistas.